# پرینتس اد ورانیه
استفان زدراوکوویچ (سیریلیک صربی: Стефан Здравковић؛ زادهٔ ۲۹ سپتامبر ۱۹۹۳) که با نام هنری پرینتس اد ورانیه (سیریلیک صربی: Принц од Врање؛ انگلیسی: Prince of Vranje؛ به معنای «شاهزادهٔ ورانیه») یا به‌طور ساده پرینتس شناخته می‌شود، خوانندهٔ اهل صربستان است. او نمایندهٔ صربستان در یوروویژن ۲۰۲۵ بود و با ترانهٔ «میلا» (Mila) در این رقابت شرکت کرد.

## اوایل زندگی و تحصیلات
استفان زدراوکوویچ در ورانیه، صربستان زاده شد و از سال ۲۰۰۲ ساکن بلگراد است. او در رشتهٔ کاراته عنوان قهرمان و نایب قهرمان ملی صربستان را به دست آورده و عضو تیم ملی این کشور نیز بوده است. در دوران دبیرستان و در سن ۱۵ سالگی، فعالیت موسیقایی خود را آغاز کرد و به‌همراه دوستانش گروهی به نام شِستا ژیتسا (Šesta Žica) تشکیل داد. زدراوکوویچ از نظر حرفه‌ای یک زبان‌شناس است و در رشتهٔ زبان، ادبیات و فرهنگ اسکاندیناوی با گرایش زبان نروژی از دانشکدهٔ زبان‌شناسی دانشگاه بلگراد فارغ‌التحصیل شده است.